# Echternacher Hof (Trier)

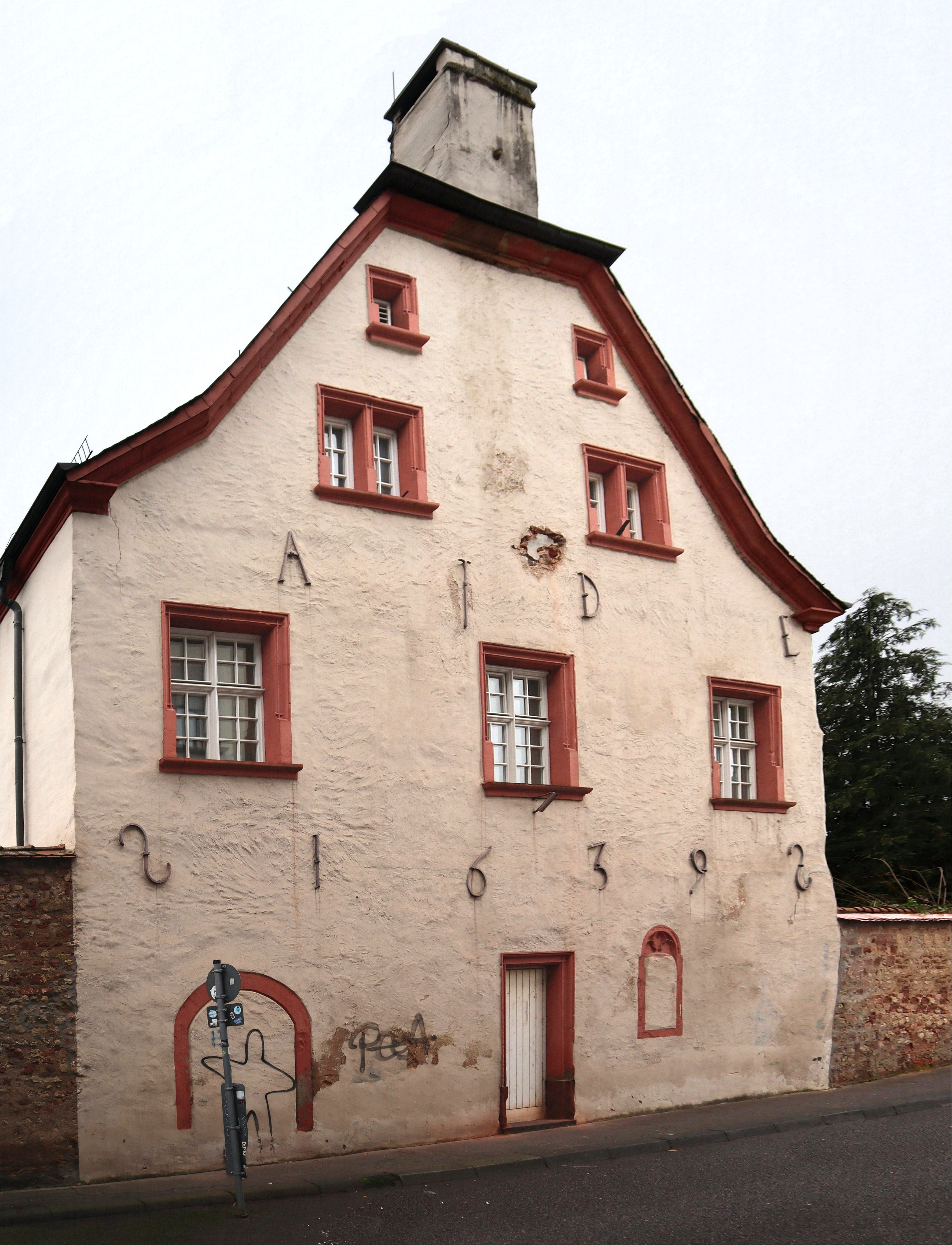
Der Echternacher Hof, Ansicht Nordost

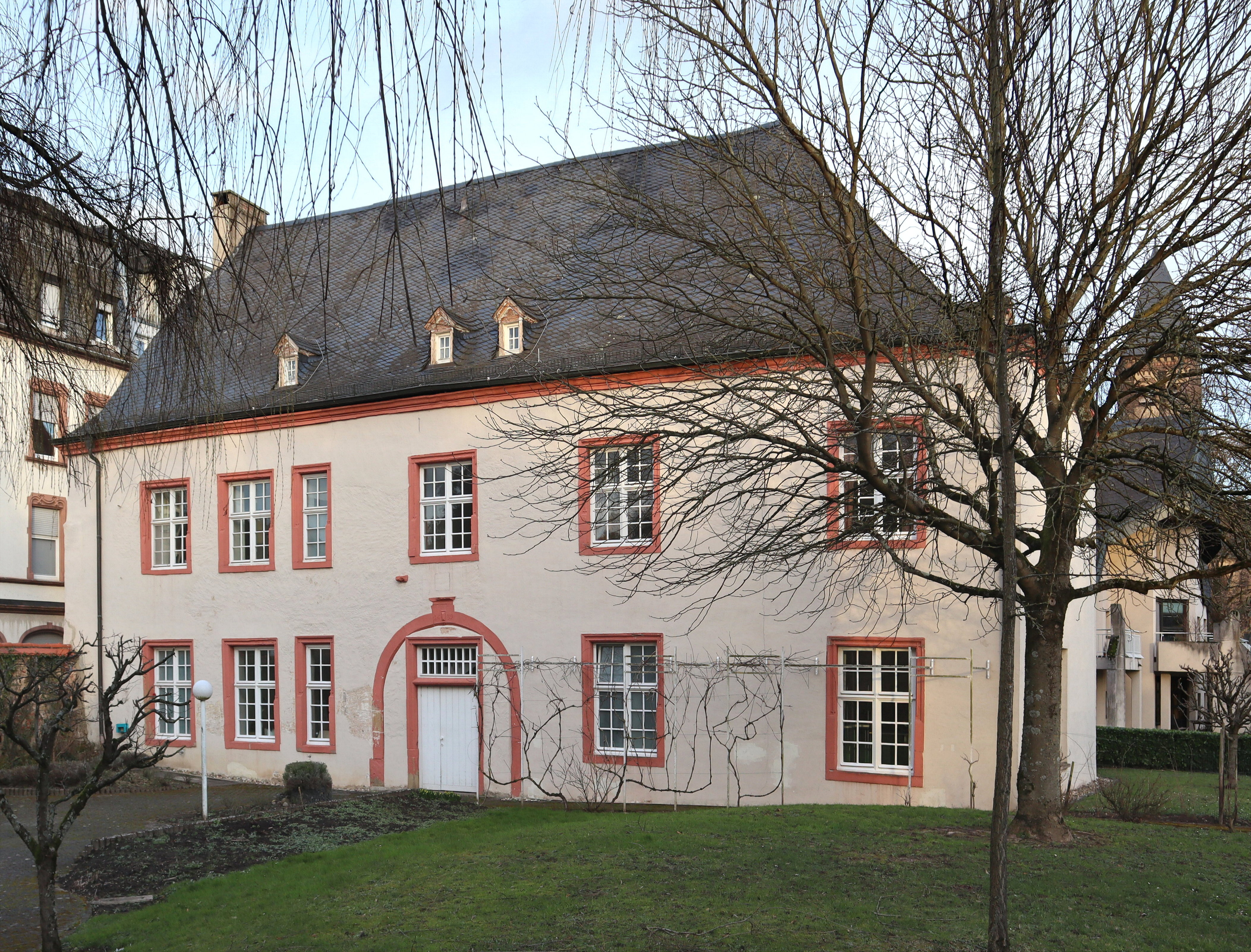
Ansicht West

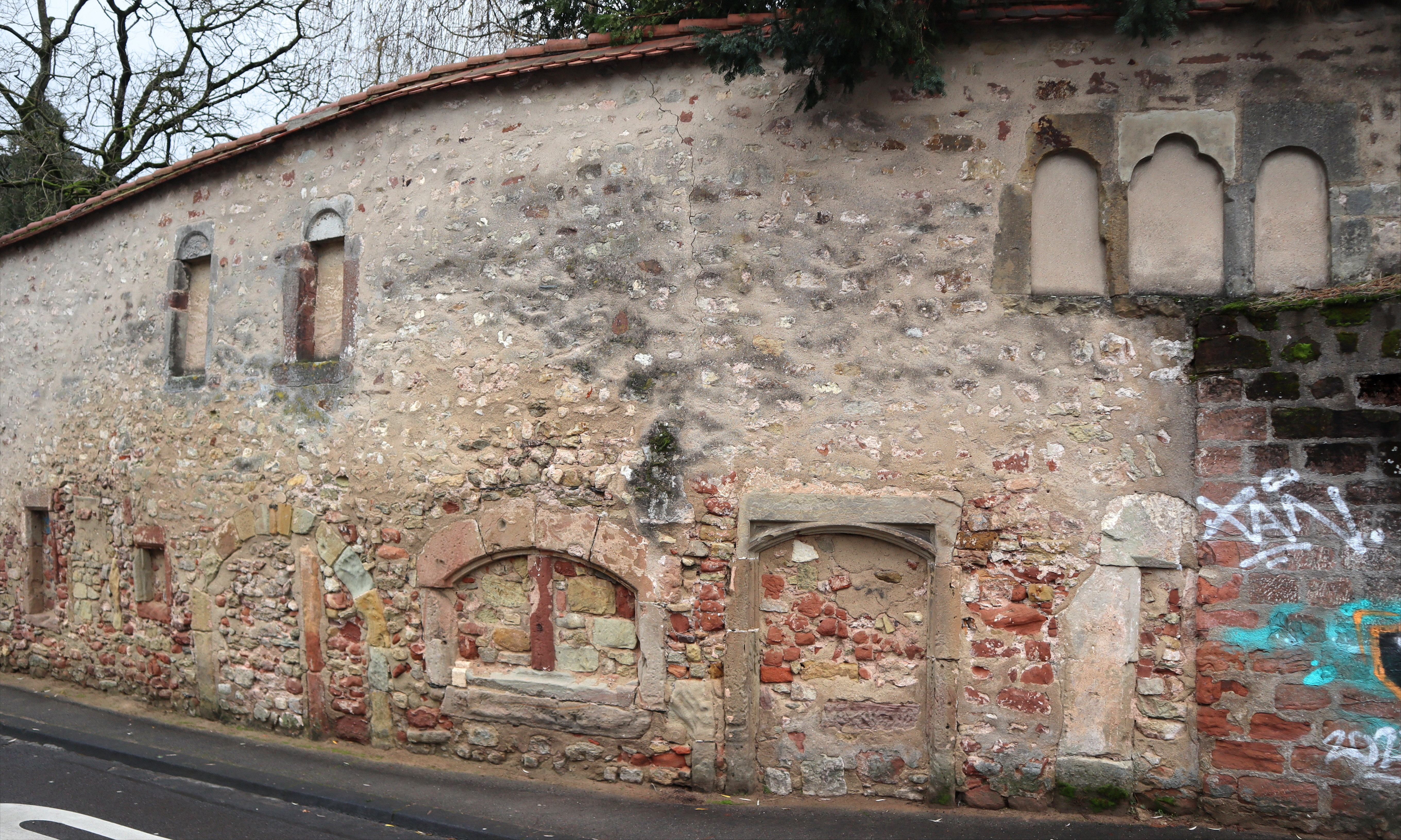
Reste des früheren Schifferviertels Britanien

Der Echternacher Hof ist ein Gebäude in Trier, Kalenfelsstraße 2, bezeichnet 1639, in dem ein Wohn- und Pflegeheim für Menschen mit Multipler Sklerose untergebracht ist. Aus bautechnischen und brandschutzrechtlichen Gründen zog der Echternacher Hof 2020 provisorisch in ein Gebäude des Stiftes St. Irminen um.

## Geschichte
Der Renaissancebau ist ein ehemaliger Klosterhof der Abtei Echternach. Erhalten ist der Westflügel des ursprünglichen Anwesens.
In der westlichen Umfassungsmauer zum Irminenfreihof befinden sich mehrere Reste der Bauten des früheren Schifferviertels Britanien (von lat. prytaneum = Kornspeicher).

## Heutige Nutzung
Der Echternacher Hof beherbergt seit 1985 eine Einrichtung zur Betreuung von Menschen mit Multipler Sklerose. Bis zu 25 Bewohner können in dem Wohn- und Pflegeheim
leben. Träger der Einrichtung ist die katholische Stiftung Vereinigte Hospitien.